# Stade de Reims
Lo Stade de Reims, noto semplicemente come Reims, è una società calcistica francese con sede nell'omonima città della Marna. Milita in Ligue 2 (la seconda serie francese) e disputa le proprie partite casalinghe allo stadio Auguste Delaune, impianto da 21.685 posti a sedere.
Il club ha vissuto il miglior periodo della sua storia tra gli anni cinquanta e sessanta del XX secolo, quando ha vinto sei campionati francesi, quattro supercoppe nazionali, due coppe nazionali e una Coppa Latina, oltre ad essere arrivato per due volte in finale di Coppa dei Campioni (entrambe perse contro il Real Madrid). Nel 1991 ha vinto la Coppa di Lega francese, completando il poker di trofei nazionali.

## Storia

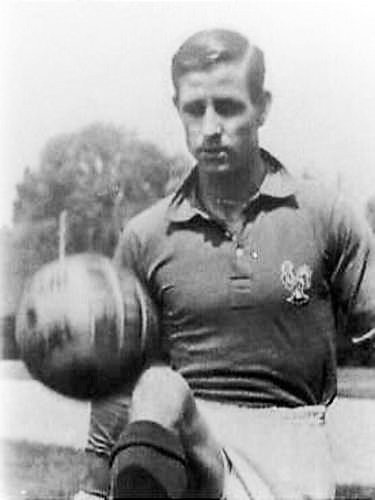
Raymond Kopa.

Il club ha adottato la sua attuale denominazione il 18 giugno 1930. Nonostante il paese avesse adottato il calcio professionistico nel 1932, il Reims è rimasto un club amatoriale fino al 1935 dopo che il club ha vinto la Championnat de France amateur sotto la guida dello scozzese William Aitken. Il club ha raggiunto per invito la Division 1 per la prima volta nella stagione 1945-1946, il primo campionato dopo la conclusione della seconda guerra mondiale. Nello stesso anno, il club neo-promosso acquistó il difensore Robert Jonquet e Roger Marche dal Olympique de Charleville. Insieme, i due andarono a diventare, probabilmente, i giocatori più famosi del club nella sua storia. Il Reims ha vinto il suo primo campionato nel 1949, guidato dal talento dei difensori come Marche, Jonquet e Armand Penverne, così come i centrocampisti Albert Batteux e Michel Leblond, e un sottovalutato trio di attaccante formato da Pierre Flamion, Pierre Sinibaldi, e Pierre Bini. La stagione successiva, il club ha vinto la Coppa di Francia sconfiggendo il Racing Parigi 2-1 in finale. Il successivo aumento della fama del team in questo sport ha portato gli acquisti di Raymond Kopa e Raoul Giraudo. Nel 1953 il Reims ha vinto il suo secondo titolo nazionale con quattro punti di margine sulla seconda. Nello stesso anno, il club ha vinto la Coppa Latina diventando la prima squadra francese a raggiungere la conquista di questo titolo e di un trofeo internazionale. La vittoria è stata citata come un successo per la Francia dopo che le squadre del paese avevano finito per tre anni consecutivi come seconde classificate. Nel 1955, il Reims ha vinto il suo terzo titolo in sei stagioni e ha raggiunto nuovamente la finale della Coppa Latina, uscendo tuttavia sconfitto contro gli spagnoli del Real Madrid. Il campionato conquistato ha portato alla qualificazione del club per la neo-creata Coppa dei Campioni.

Le formazioni della finale di Coppa Campioni del 1956.

Nell'edizione inaugurale della Coppa dei Campioni, il Reims ha raggiunto la finale dove la squadra è stata sconfitta per 4-3 dal Real Madrid. Il Reims segnò due gol nei primi dieci minuti. Tuttavia, un gol di Alfredo Di Stéfano e uno di Héctor Rial per il Real Madrid rimisero il punteggio in parità. Il Reims riuscì a tornare in vantaggio con Michel Hidalgo, ma dopo pochi minuti il Real pareggiò nuovamente con Marquitos e poi ribaltò definitivamente l'incontro grazie ad una seconda rete di Rial. Nella stagione seguente, il Reims ha perso Kopa andato a Madrid, ma la squadra ha reclutato giocatori di grande caratura come Just Fontaine, Jean Vincent, Roger Piantoni, e Dominique Colonna. Sin dall'inizio, gli acquisti hanno ripagato la squadra con la vittoria del suo terzo titolo del decennio nella stagione 1957-58. La squadra ha anche vinto la Coupe de France dopo aver battuto Nîmes Olympique 3-1 nella finale, ottenendo così il Double.
Nella Coppa dei Campioni 1958-1959, il Reims è tornato in finale, per la seconda volta, contro il Real Madrid. Tuttavia gli spagnoli, che avevano già vinto la competizione tre volte di seguito, ebbero la meglio per 2-0 sui francesi. Dopo la sconfitta, Penverne ha lasciato il club. La squadra venne potenziata dal ritorno di Kopa, che, successivamente ha condotto la squadra alla sua quinta vittoria in campionato in 11 stagioni nel 1959-60. Al termine della stagione, Jonquet si ritirò dal calcio internazionale e lasciò Reims per Strasburgo. Fu seguito da Giraudo e Leblond. Le partenze non ostacolarono il Reims tanto che la squadra vinse il campionato nella stagione 1961-1962. Nella stagione successiva il Reims arrivò secondo dietro al Monaco in campionato e in quella dopo, falcidiato da numerosi infortuni, retrocesse nella seconda divisione.
La retrocessione portò alle partenze e al ritiro di molti dei giocatori che erano parte del Reims degli anni 1950, tutti ad eccezione di Kopa che rimase fino al 1967. Il Reims tornò nella massima serie per la stagione 1966-67 dopo due stagioni in seconda divisione. Tuttavia, il successo non durò molto e il Reims finì diciannovesimo. Nel 1970, il club tornò nel massimo campionato e ci rimase per quasi un decennio. La migliore prestazione in campionato del Reims durante il suo ciclo di nove anni fu il 5º posto nella stagione 1975-76. Il Reims retrocesse nuovamente nel 1978-79 e non ritornò nella massima serie per più di trent'anni. Nella stagione successiva in Division 2, il Reims ebbe un budget limitato e fu costretto a schierare una squadra molto più giovane dell'anno precedente. Nonostante il ritorno dell'ex giocatore Carlos Bianchi come allenatore durante la metà degli anni 1980, il club non è riuscito a tornare in Division 1. Il Reims ha sorpreso molti, raggiungendo le semifinali della Coppa di Francia per due volte nelle stagioni 1986-87 e 1987-88.
Mentre gli anni passavano, la situazione finanziaria del club cominciò a peggiorare. Nel 1991 il Reims fu relegato in Division 3 per problemi finanziari a causa della sua incapacità di trovare un acquirente per contribuire ad alleviare il debito del club 50 milioni di franchi. Nell'ottobre 1991 il club cadde in liquidazione e cambiò il suo nome in Stade de Reims Champagne FC. Il club trascorse la stagione 1991-92 nella terza divisione e fu, a sorpresa, dichiarato non idoneo a competere nel campionato prima del suo ultimo incontro di campionato nel maggio 1992, dopo che una liquidazione giudiziaria aveva determinato il blocco delle attività del club. Nei mesi successivi tutti i trofei del club furono messi all'asta.
Il Reims è poi rinato nel luglio 1992 sotto il nome di Stade de Reims Champagne. Il club ha ricominciato a giocare nella Division d'Honneur e ha trascorso due stagioni prima di guadagnare la promozione nel Championnat de France amateur. Nel novembre 1996 la maggior parte degli elementi del club che erano stati venduti all'asta nel 1992 sono stati nuovamente acquisiti grazie all'assistenza della catena di negozi Alain Afflelou.
Nel luglio del 1999 il club cambiò il suo nome e tornò a Stade de Reims e, dopo tre anni, fu premiato con lo status di club professionistico dopo aver conseguito la promozione in Ligue 2. La permanenza del club in Ligue 2 fu breve. Nel 2002 il Reims finì in fondo alla classifica. Nella stagione successiva giocò nella terza serie, lo Championnat National, che vinse all'esordio, ritornando subito in Ligue 2. Il club trascorse le successive cinque stagioni giocando nella seconda divisione senza mai finire nella metà superiore della classifica. Nella stagione 2008-09 il Reims retrocesse e, come avvenne dopo la sua precedente retrocessione, rispose con il ritorno nel campionato cadetto francese dopo una sola stagione nel National. La promozione del 2012 ha sancito il ritorno del Reims in Ligue 1 dopo 33 anni di attesa. Nel 2016, dopo quattro anni di militanza in massima serie, retrocesse in Ligue 2, da cui ne uscì vincitore e trovò nuovamente la promozione in Ligue 1 nella stagione 2018-19. Nella stagione 2019-2020 il club navigó per tutto il torneo nelle zone alte della classifica, torneo che venne sospeso definitivamente dopo 28 giornate causa pandemia di COVID-19; il Reims, quinto in classifica al momento dell'interruzione, ottenne così l'accesso per la fase delle qualificazioni di UEFA Europa League 2020-2021. Inoltre concluse il campionato con la miglior difesa del torneo con sole 21 reti subite.

## Strutture
Dal 1935 il club gioca le partite casalinghe allo Stade Auguste Delaune, che può ospitare fino a 21.685 spettatori.

## Allenatori
Di seguito è riportata la lista degli allenatori che si sono succeduti alla guida del club.
- 1934-1936  Billy Aitken
- 1952-1963  Albert Batteux
- 1963-1964  Camille Cottin (1 lug.-30 nov.)
 Jean Prouff (1 dic.- 30 giu.)
- 1964-1967  Robert Jonquet
- 1969-1972  Elie Fruchart
- 1972-1974  Lucien Leduc
- 1974-1975  Léon Desmenez (1 lug.-28 feb.)
 Michel Leblond (1 mar.- 30 giu.)
- 1975-1978  Pierre Flamion
- 1978-1979  Jean-Claude D’Arménia
- 1979-1980  René Vernier
- 1980-1981  René Vernier,  Robert Jonquet
- 1985-1988  Carlos Bianchi
- 1988-1989  Dominique Bathenay
- 1989-1990  Jacky Lemée
- 1990-1991  Didier Notheaux
- 1995-2000  Manuel Abreu
- 2000-2002  Marc Collat
- 2002-2003  Denis Goavec
- 2003-2005  Ladislas Lozano
- 2005-2008  Thierry Froger
- 2008-2009  Didier Tholot (1 lug.-26 dic.)
 Luis Fernández (1 gen.- 30 giu.)
- 2009-2010  Marc Collat
- 2010-2014  Hubert Fournier
- 2014-2015  Jean-Luc Vasseur (1 lug.-6 apr.)
 Olivier Guégan (7 apr.-30 giu.)
- 2015-2016  Olivier Guégan (1 lug.-23 apr.)
 David Guion (24 apr.- 30 giu.)
- 2016-2017  Michel Der Zakarian
- 2017-2021  David Guion
- 2021-2022  Óscar
- 2022-2023  Óscar (1 lug.-13 ott.)
 William Still (13 ott.-30 giu.- ad interim)
- 2023-2024  William Still (1 lug.-2 mag.)

## Palmarès

### Competizioni nazionali
- Campionato francese: 6

1948-1949, 1952-1953, 1954-1955, 1957-1958, 1959-1960, 1961-1962
- Coppa di Francia: 2

1949-1950, 1957-1958
- Supercoppa francese: 4

1955, 1958, 1960, 1966
- Campionato francese di seconda divisione: 2

1965-1966, 2017-2018
- Championnat National: 1

2003-2004
- Coppa Charles Drago: 1

1954

### Competizioni internazionali
- Coppa Latina: 1 (record francese)

1953

### Non-ufficiale
- Coppa delle Alpi: 1

1977

### Competizioni giovanili
- Coppa Gambardella: 1

1964
- Championnat National U19: 1

2014-2015

## Statistiche

### Campionati
| Livello | Categoria              | Partecipazioni | Debutto   | Ultima stagione | Totale |
| ------- | ---------------------- | -------------- | --------- | --------------- | ------ |
| 1º      | Division 1             | 37             | 1945-1946 | 2021-2022       | 37     |
| 2º      | Division 2             | 20             | 1935-1936 | 2017-2018       | 20     |
| 3º      | Division 3             | 6              | 1991-1992 | 2009-2010       | 6      |
| 4º      | Championnat National 2 | 7              | 1992-1993 | 1998-1999       | 7      |

### Coppe europee
| Categoria                             | Partecipazioni | Debutto   | Ultima stagione |
| ------------------------------------- | -------------- | --------- | --------------- |
| Coppa dei Campioni / Champions League | 4              | 1955-1956 | 1962-1963       |
| Europa League                         | 1              | 2020-2021 | 2020-2021       |
| Coppa Latina                          | 3              | 1949      | 1955            |

## Record

### Individuali
Il giocatore con più presenze nelle competizioni europee è Michel Leblond a quota diciotto, mentre il miglior marcatore è Just Fontaine con dieci gol.

### Squadra
A livello internazionale la miglior vittoria è per 6-1, ottenuto nel primo turno della Coppa dei Campioni 1962-1963 contro il Jeunesse Esch, mentre la peggior sconfitta è invece un 5-0 
subito contro il Barcellona nella semifinale della Coppa Latina 1949.

## Organico

### Rosa 2024-2025
Aggiornata al 3 febbraio 2025.
| N. |                           | Ruolo | Calciatore        |
| -- | ------------------------- | ----- | ----------------- |
| 2  | Kenya (bandiera)          | D     | Joseph Okumu      |
| 4  | Belgio (bandiera)         | D     | Maxime Busi       |
| 3  | Giappone (bandiera)       | D     | Hiroki Sekine     |
| 5  | Costa d'Avorio (bandiera) | D     | Emmanuel Agbadou  |
| 6  | Francia (bandiera)        | C     | Valentin Atangana |
| 7  | Giappone (bandiera)       | A     | Jun'ya Itō        |
| 8  | Costa d'Avorio (bandiera) | C     | Yaya Fofana       |
| 9  | Danimarca (bandiera)      | A     | Mohamed Daramy    |
| 10 | Malta (bandiera)          | C     | Teddy Teuma       |
| 12 | Stati Uniti (bandiera)    | A     | Jordan Siebatcheu |
| 14 | Germania (bandiera)       | C     | Reda Khadra       |
| 15 | Francia (bandiera)        | A     | Amine Salama      |
| 16 | Francia (bandiera)        | P     | Ludovic Butelle   |
| 17 | Giappone (bandiera)       | A     | Keito Nakamura    |
| 18 | Spagna (bandiera)         | D     | Sergio Akieme     |
| 19 | Brasile (bandiera)        | C     | Gabriel Moscardo  |

| N. |                           | Ruolo | Calciatore         |
| -- | ------------------------- | ----- | ------------------ |
| 20 | Francia (bandiera)        | P     | Alexandre Olliero  |
| 21 | Costa d'Avorio (bandiera) | D     | Cédric Kipré       |
| 22 | Costa d'Avorio (bandiera) | A     | Oumar Diakité      |
| 23 | Portogallo (bandiera)     | D     | Aurélio Buta       |
| 24 | Costa d'Avorio (bandiera) | C     | Roman Mory Gbane   |
| 25 | Belgio (bandiera)         | D     | Thibault De Smet   |
| 31 | Svezia (bandiera)         | D     | Malcolm Jeng       |
| 55 | Francia (bandiera)        | D     | Nhoa Sangui        |
| 67 | Francia (bandiera)        | A     | Mamadou Diakhon    |
| 72 | Mali (bandiera)           | C     | Amadou Koné        |
| 74 | Mali (bandiera)           | A     | Niama Pape Sissoko |
| 85 | Nigeria (bandiera)        | A     | Hafiz Umar Ibrahim |
| 87 | Mali (bandiera)           | A     | Ange Martial Tia   |
| 92 | Francia (bandiera)        | D     | Abdoul Koné        |
| 94 | Senegal (bandiera)        | P     | Yehvann Diouf      |